# 신도시인
신도시인은 2002년 개봉한 대한민국의 단편 영화이다.

## 스토리
주변 어디에나 아파트가 즐비한 신시가지 거리. 지수가 밤늦게 귀가 중이다. 평소에도 지나는 차량이나 행인이 뜸했지만 오늘따라 유난히 한산하여 을씨년스러울 정도이다. 사거리 언덕길에 거의 도달했을 때 근처 어디선가 자동차 바퀴의 날카로운 마찰음과 둔탁한 충돌음이 고요한 주변을 뒤흔든다. 교통사고이다. 당황한 지수가 현장에 도착하자마자 사고차량은 뺑소니를 치고 바닥에는 지수 또래의 젊은 여자와 아기가 피투성인 채 쓰러져 있다.

## 출연
- 김태희: 지수 역
- 한기중: 아빠 역